# Betschdorf
Betschdorf is een gemeente in het Franse departement Bas-Rhin (regio Grand Est). De gemeente maakt deel uit van het kanton Wissembourg in het Haguenau-Wissembourg. Voor 1 januari 2015 was het deel van het kanton Soultz-sous-Forêts en het arrondissement Wissembourg, die toen beide werd opgeheven. Betschdorf telde op 1 januari 2022 4.212 inwoners.

## Geografie
De oppervlakte van Betschdorf bedroeg op 1 januari 2022 28,11 vierkante kilometer; de bevolkingsdichtheid was toen 149,8 inwoners per km².

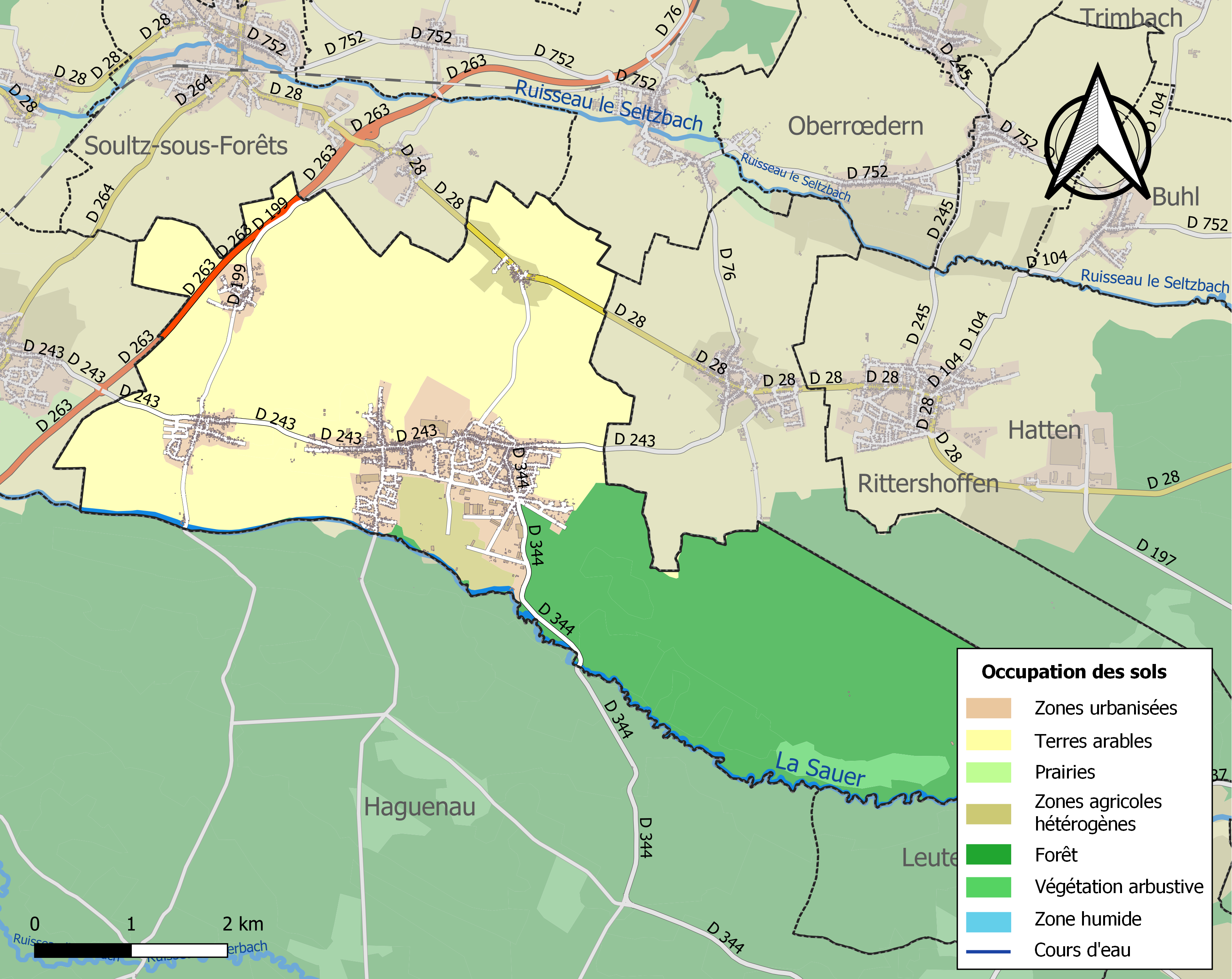
Kaart van de gemeente met de belangrijkste infrastructuur, bodemgebruik en omliggende gemeenten

## Demografie
Onderstaande figuur toont het verloop van het inwonertal (bron: INSEE-tellingen).